# Histricosceptrum
Histricosceptrum là một chi ốc biển, là động vật thân mềm chân bụng sống ở biển thuộc họ Turbinellidae.

## Các loài
Các loài thuộc chi Histricosceptrum bao gồm:
- Histricosceptrum atlantis (Clench & Aguayo, 1938)[2]
- Histricosceptrum bartletti (Clench & Aguayo, 1940)[3]
- Histricosceptrum xenismatis (Harasewych, 1983)[4]